# Martin Murray
Pour les articles homonymes, voir Murray.
Martin Murray est un boxeur britannique né le 27 septembre 1982 à St Helens en Angleterre.

## Carrière
Passé professionnel en 2007, il remporte le titre britannique des poids moyens en 2011 face à Nick Blackwell. Battu aux points par le champion WBC de la catégorie, l'argentin Sergio Gabriel Martinez le 27 avril 2013, il s'incline également lors de sa seconde chance mondiale cette fois par arrêt de l'arbitre au 11e round contre Gennady Golovkin le 21 février 2015 puis contre Arthur Abraham, George Groves et Hassan N'Dam N'Jikam le 22 décembre 2018.